# Eugène Rousseau (renseignement)
Pour les articles homonymes, voir Eugène Rousseau et Rousseau.
Eugène Rousseau est un membre du Service de documentation extérieure et de contre-espionnage né le 26 janvier 1907 et décédé le 1er février 1986. Accusé d'avoir été recruté par les services de renseignements yougoslaves (UDBA), il a été arrêté le 7 juillet 1969 et condamné à quinze années de prison. Il est finalement gracié par le président Pompidou.

## Accusation
Sous-officier de carrière, agent du SDECE depuis 1945, Eugène Rousseau aurait été approché entre 1956 et 1959 par les services yougoslaves à Belgrade, alors qu'il était secrétaire au poste du SDECE sous couverture de secrétaire de l'attaché militaire adjoint à l'ambassade de France.
Les services spéciaux yougoslaves auraient retourné Eugène Rousseau en prétendant qu'ils possédaient des documents compromettants sur sa fille et en le menaçant mort. Rousseau aurait accepté et continué à renseigner l'UDBA dans ses fonctions suivantes, à Bucarest (où il occupait les mêmes fonctions qu'à Belgrade), à Bône en Algérie, où il était sous couverture de vice-consul, et à Paris lorsqu'il travaillait à la section du Moyen-Orient du SDECE.

## Enquête
Il commença à être suspecté dans le courant de 1967 à la suite de renseignements fournis par un transfuge yougoslave. Sa fille, entendue, reconnaît avoir été victime d'un chantage à Belgrade et avoir fourni aux Yougoslaves divers documents durant son séjour en Yougoslavie, alors qu'elle travaillait comme secrétaire de son père.
Détenu à la maison d'arrêt de la Santé, il est inculpé pour trahison et intelligence avec des agents d'une puissance étrangère.
La Cour de sûreté de l'État, juridiction compétente pour connaître des atteintes à la sûreté de l'État, s'est trouvée saisie du dossier.
Ses avocats sont Mes Tixier-Vignancour et Soulez-Larivière.
Il est condamné le 20 avril 1970 par la Cour de sûreté de l'Etat à quinze années de prison.

## Réhabilitation
Dans son ouvrage L'Erreur, Gilles Perrault entend démontrer qu'Eugène Rousseau est la victime d'une erreur judiciaire. Celui-ci déclenche une campagne en faveur de sa réhabilitation.
Il fait l'objet d'une mesure de grâce et est libéré le 23 décembre 1971.